# Żubrówka (vodka)
Żubrówka Bison Grass Vodka (phát âm tiếng Ba Lan: [ʐuˈbrufka] ⓘ) là một loại rượu mùi vodka Ba Lan có chứa lá Hierochloe odorata trong mỗi chai rượu. Nhãn hiệu Żubrówka cũng được sử dụng trên các chai vodka thông thường, được dán nhãn là Żubrówka Biała. Cách dễ dàng để nhận biết sự khác biệt là nhìn vào nhánh cỏ bên trong chai. Cỏ này được lấy từ Rừng Białowieża, hái bằng tay và phơi khô dưới điều kiện tự nhiên.
Żubrówka được xếp hạng ba hoặc bốn trong các loại vodka bán chạy nhất thế giới (xếp sau Smirnoff, Absolut Vodka và thỉnh thoảng là Khortytsa). Żubrówka hiện có mặt tại hơn 80 thị trường trên khắp thế giới.
Nhãn hiệu này thuộc sở hữu của CEDC International và được Roust International mua lại vào năm 2013.

## Từ nguyên học
Trong tiếng Ba Lan, từ turówka được sử dụng một cách chính thức cho Hierochloe odorata, trong khi tên gọi żubrówka đã được dùng trong thuật ngữ dân gian và thông thường. Tên gọi này có nguồn gốc từ thuật ngữ zubr (tiếng Ba Lan: żubr, phát âm [ʐubr]), là từ chỉ bò bison châu Âu trong nhiều ngữ tộc Slav và nhóm ngôn ngữ gốc Balt.

## Có mặt tại Hoa Kỳ
Trước thời điểm 2010, Żubrówka bị cấm ở Hoa Kỳ do loại cỏ để làm rượu này có chứa Coumarin là chất được FDA phân loại như là "các chất thường bị cấm bổ sung trực tiếp hoặc sử dụng làm thức ăn cho người."  Từ năm 2011, các nhà sản xuất Żubrówka đã tạo ra một phiên bản của vodka từ hạt lúa mạch đen nhằm tạo ra một hương vị giống với hương vị gốc.

## Nhãn hiệu
Các nhãn hiệu Zubrovka và Żubrówka đã được Sojuzplodoimport đăng ký ở Nga và được Roust International đăng ký ở Ba Lan.

## Trong văn hóa đại chúng
- Żubrówka được đề cập trong Moscow-Petushki, một bài thơ văn xuôi giả tự truyện hậu hiện đại của nhà văn và nhà thơ trào phúng Nga Venedikt Yerofeyev.
- Biểu tượng bò bison (Mylvivä härkä, "bò rống") của Phi đội bay chiến đấu số 11, Bộ chỉ huy Không quân Lapland, Không lực Phần Lan, có nguồn gốc từ nhãn mác của Polmos Żubrówka. Biểu tượng này được giới thiệu năm 1941 như là biểu tượng của PLeLv 46, trên các máy bay ném bom Dornier Do 17 của mình, và sau đó được Phi đội bay chiến đấu số 11 chấp thuận. Các phi công của PLeLv 46 đã nhìn thấy nhãn Żubrówka trong khi đón các máy bay ném bom Do 17 từ Warszawa.[10]
- Żubrówka xuất hiện nổi bật trong phim Suzhou River.
- Żubrówka nổi bật trong tiểu thuyết The Razor's Edge của William Somerset Maugham (và trong bộ phim chuyển thể năm 1984).
- Tên của quốc gia Żubrówka trong phim The Grand Budapest Hotel được đặt tên theo phong cách của loại vodka này.
- Hải quân SEAL Chris Kyle đề cập trong cuốn sách của anh có tên American Sniper khi làm việc với GROM Ba Lan.
- Żubrówka xuất hiện trên bàn trong tập "Angels of Death" của sê-ri phim Magic City, trong một cảnh quay của cuộc hội thoại giữa Sy Berman (James Caan) và Ben Diamond (Danny Huston)

## Cách dùng
Żubrówka Bison Grass Vodka thường được dùng riêng, được ướp lạnh. Một giải pháp thay thế là pha với nước táo (một loại đồ uống có tên tiếng Ba Lan là tatanka (tiếng Lakota chỉ "bò bison châu Mỹ")  hoặc szarlotka ("bánh táo" trong tiếng Ba Lan); được biết đến ở Anh với tên gọi Frisky Bison; và ở Mỹ là Polish Kiss (nụ hôn Ba Lan)). Żubrówka Bison Grass Vodka thỉnh thoảng cũng được dùng để phủ lên kem vani, và loại pha trộn thông thường khác là ginger ale. Một ly "Black Bison" là loại żubrówka được trộn với nước ép lý chua đen.